# The Living End
The Living End is een Australische rockabillyband uit Melbourne. De groep bestaat uit leadzanger/gitarist Chris Cheney, contrabassist/back-up zanger Scott Owen en drummer Andy Strachan.

## Biografie
Cheney en Owen leerden elkaar via hun oudere zussen kennen in hun middelbareschoolperiode. Cheney was groot fan van de Stray Cats, en overtuigde Owen ervan om net als de contrabassist Lee Rocker contrabas te spelen. Ze begonnen met verschillende drummers een coverband genaamd The Runaway Boys. In 1994 begonnen ze hun eigen muziek te maken en veranderden hun naam in The Living End. Hun vaste drummer werd Joe Piripitzi.
Hun eerste doorbraak kwam na het sturen van een demo naar Billie Joe Armstrong, waardoor ze in het voorprogramma van de Australische tour van Green Day kwamen. Hierna gingen ze de studio in om hun eerste EP te maken. Piripitzi werd door Cheney en Owen de laan uit gestuurd omdat ze vonden dat zijn levensstijl de groep achterhield, en werd vervangen door Travis Demsey. De enorme doorbrak kwam na het uitbrengen van EP Prisoner of Society/Second Solution De A-Side werd de best verkochte single van de jaren 90 en bleef 47 weken in de Australische Top 50 staan. Ze tekenden bij Modular Records en brachten in 1998 hun eerste naar zichzelf vernoemde album uit.
Hun tweede album, Roll On werd uitgebracht in het jaar 2000, een redelijk succes en werd vergeleken met The Clash. In 2001 raakte Cheney gewond bij een auto-ongeluk, waardoor veel tournees moesten worden afgelast. Een jaar later verliet Demsey de band omdat hij geen zin meer had in het vele toeren, en werd hij vervangen door Andy Strachan. In 2003 kwam hun album Modern Artillery uit. Hierin was minder punk te horen, en meer rock. End of the World kwam in skateboardgame Tony Hawk's Underground 2.
Hun vierde album kwam in 2006 uit en kreeg de naam State of Emergency. Dit werd het tweede album van The Living End, dat op #1 in de Australische hitlijsten kwam. Later dat jaar verliet Cheney voor een tijdje de band omdat hij vond dat zijn leven nergens heen ging en hij in een writersblock zat. Zijn medebandleden overtuigden hem om niet te stoppen met de band en dat resulteerden in hun vijfde album dat in 2008 uitkwam genaamd White Noise. Datzelfde jaar werd Prisoner of Society deel van het populaire spel Guitar Hero: World Tour. Eerder was een cover van Carry Me Home al te horen op Guitar Hero II.
The Living End is de laatste jaren veel van stijl veranderd, en zijn ze van psychobilly meer naar alternatieve rock gegaan. Buiten Australië zijn ze matig bekend, maar in hun eigen land zijn ze nog altijd een groot favoriet. In 2009 werd 'Prisoner of Society' 32e op de lijst van beste nummers aller tijden volgens luisteraars van radiozender Triple J.

## Leden
Huidig
- 1994-heden: Chris Cheney (gitaar, zang)
- 1994-heden: Scott Owen (contrabas, achtergrondvocalen)
- 2002-heden: Andy Strachan (drums)

Voormalig
- 1996-2002: Travis Demsey (drums)
- 1994-1996: Joey Piripitzi (drums)

## Discografie
Albums
- The Living End, 1998
- Roll On, 2000
- Modern Artillery, 2003
- State of Emergency, 2006
- White Noise, 2008
- The Ending Is Just the Beginning Repeating, 2011
- Shift, 2016
- Wunderbar, 2018